# Aneflus planus
Aneflus planus là một loài bọ cánh cứng trong họ Cerambycidae.